# Liste der Biografien/Paro
Liste der Biografien |
Portal Biografien |
Personensuche
# |
A |
B |
C |
D |
E |
F |
G |
H |
I |
J |
K |
L |
M |
N |
O |
P |
Q |
R |
S |
T |
U |
V |
W |
X |
Y |
Z |
?
 
Pa |
Pc |
Pe |
Pf |
Ph |
Pi |
Pj |
Pk |
Pl |
Pm |
Pn |
Po |
Pr |
Ps |
Pt |
Pu |
Pv |
Pw |
Py
 
Paa |
Pab |
Pac |
Pad |
Pae |
Paf |
Pag |
Pah |
Pai |
Paj |
Pak |
Pal |
Pam |
Pan |
Pao |
Pap |
Paq |
Par |
Pas |
Pat |
Pau |
Pav |
Paw |
Pax |
Pay |
Paz
 
Para |
Parb |
Parc |
Pard |
Pare |
Parf |
Parg |
Parh |
Pari |
Park |
Parl |
Parm |
Parn |
Paro |
Parp |
Parq |
Parr |
Pars |
Part |
Paru |
Parv |
Parw |
Pary |
Parz
Die Liste der Biografien führt alle Personen auf, die in der deutschsprachigen Wikipedia einen Artikel haben. Dieses ist eine Teilliste mit 54 Einträgen von Personen, deren Namen mit den Buchstaben „Paro“ beginnt.

## Paro
- Paro, Gino (1910–1988), italienischer Geistlicher, römisch-katholischer Erzbischof und vatikanischer Diplomat
- Paro, Matteo (* 1983), italienischer Fußballspieler

### Paroc
- Parocchi, Lucido Maria (1833–1903), italienischer Geistlicher, Kurienkardinal der Römischen Kirche
- Paroche, Achille (1868–1933), französischer Sportschütze
- Paróczai, András (* 1956), ungarischer Mittelstreckenläufer

### Parod
- Parodi, Alexandre (1901–1979), französischer Politiker, Diplomat und Minister
- Parodi, André (1909–1990), Schweizer Diplomat
- Parodi, Christina (1829–1829), siamesischer Zwilling
- Parodi, Diego (1916–1983), italienischer Ordensgeistlicher, römisch-katholischer Bischof von Ischia
- Parodi, Domenico (1672–1742), italienischer Maler und Bildhauer
- Parodi, Ernesto Giacomo (1862–1923), italienischer Romanist
- Parodi, Filippo (1630–1702), italienischer Bildhauer
- Parodi, Giorgio (1897–1955), Mitbegründer der Motorradfirma Moto Guzzi
- Parodi, Juan Martín (* 1974), uruguayischer Fußballspieler
- Parodi, Katia (* 1975), italienische Physikerin
- Parodi, Lorenzo Julio (1890–1969), argentinischer Wirbeltier-Paläontologe
- Parodi, Lorenzo Raimundo (1895–1966), argentinischer Agraringenieur und Botaniker
- Parodi, Marco (1943–2019), italienischer Theaterregisseur
- Parodi, Nicolás (* 1970), uruguayischer Segler
- Parodi, René-Auguste (1914–1989), Schweizer Architekt und Maler
- Parodi, Ritta (1829–1829), siamesischer Zwilling
- Parodi, Simone (* 1986), italienischer Volleyballspieler
- Parodi, Teresa (* 1947), argentinische Cantautora und Komponistin
- Parody, Dyson (* 1984), gibraltischer Dartspieler
- Parody, Gina (* 1973), kolumbianische Politikerin

### Parol
- Parola, Alexandre, brasilianischer Diplomat
- Parola, Carlo (1921–2000), italienischer Fußballspieler und -trainer
- Parolari, Carlo (* 1962), Schweizer Politiker (FDP) und Rechtsanwalt
- Parolari, Egon (1924–2022), Schweizer Oboist
- Parolari, Reto (1952–2019), Schweizer Dirigent
- Parolin, Aiace (1920–2016), italienischer Kameramann
- Parolin, Pietro (* 1955), italienischer Geistlicher, KardinalstaatssekretärPietro Parolin (* 1955)

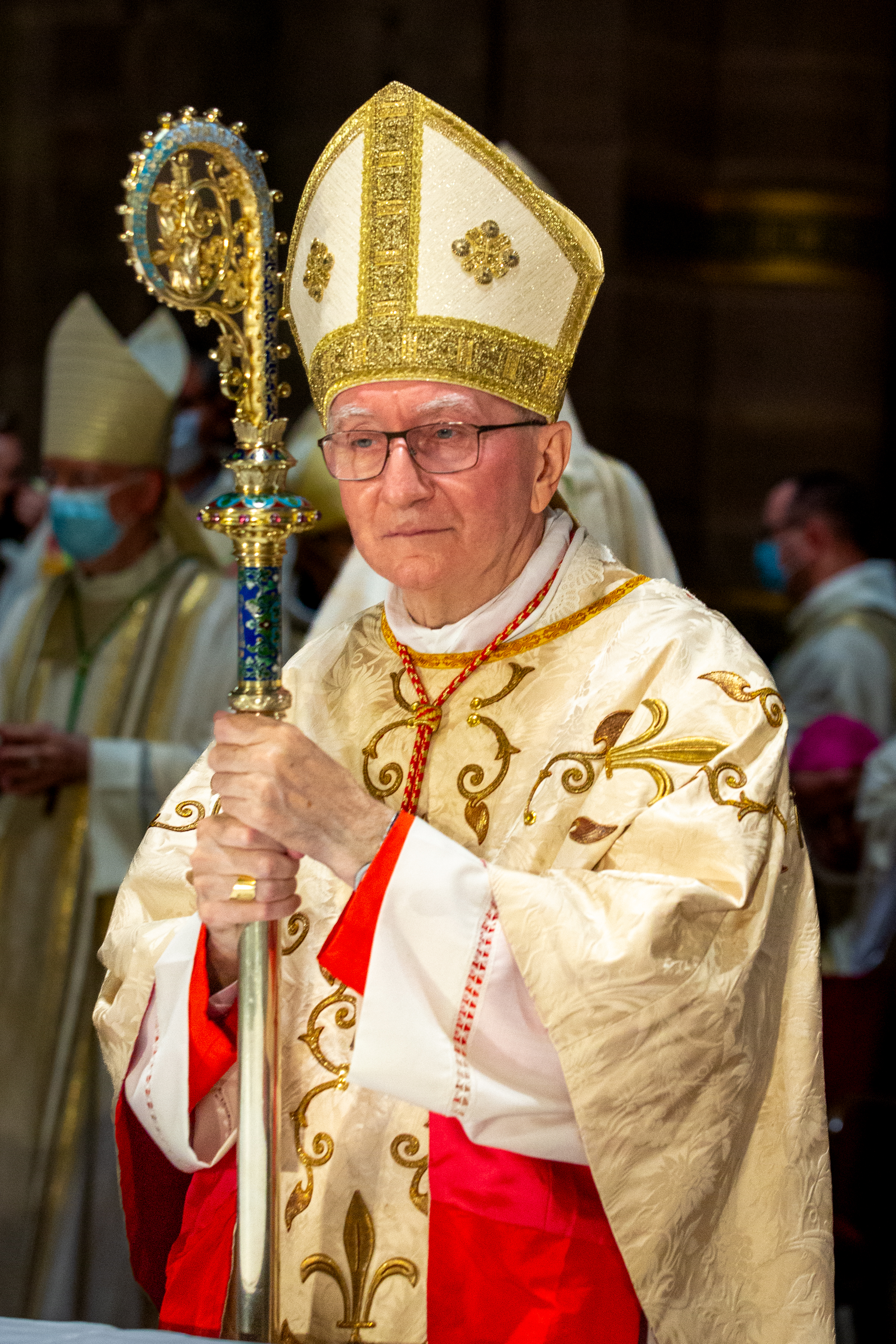
Pietro Parolin (* 1955)

- Parolini, Gianfranco (1925–2018), italienischer Filmregisseur und Drehbuchautor
- Parolini, Sebastiano (* 1998), italienischer Langstreckenläufer
- Parolo, David (* 1986), Schweizer Handballspieler
- Parolo, Marco (* 1985), italienischer Fußballspieler

### Paron
- Paróna, Carlo Fabrizio (1855–1939), italienischer Geologe und Paläontologe
- Paroni-Gasche, Erika (1920–2016), Schweizer Skirennfahrerin und Mitglied der Schweizer Ski-Nationalmannschaft
- Paronnaud, Vincent (* 1970), französischer Comiczeichner, Drehbuchautor und Regisseur

### Paroo
- Paroonrit Singnon (* 2001), thailändischer Fußballspieler

### Paros
- Páros, György (1910–1975), ungarischer Schachkomponist

### Parot
- Parot, Alfonso (* 1989), chilenischer Fußballspieler
- Parot, Jean-François (1946–2018), französischer Diplomat und Schriftsteller
- Parot, Samuel (* 1963), chilenischer Springreiter
- Parotte, Sébastien (* 1984), belgischer Opernsänger in der Stimmlage Bassbariton

### Parou
- Paroubek, Alois, tschechoslowakischer Astronom
- Paroubek, Elsie (1906–1911), böhmisch-amerikanisches Entführungs- und MordopferElsie Paroubek (1906–1911)

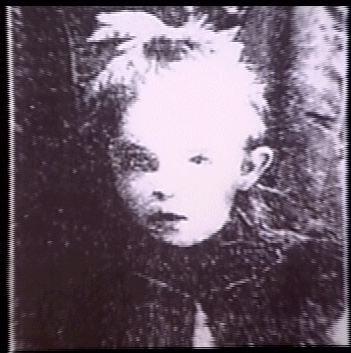
Elsie Paroubek (1906–1911)

- Paroubek, Jiří (* 1952), tschechischer Politiker

### Parov
- Parov, Nikola (* 1962), bulgarischer Multiinstrumentalist, Folk- und Weltmusiker
- Parovel, Bruno (1913–1994), italienischer Ruderer

### Parow
- Parow, Jack (* 1982), südafrikanischer Rapper
- Parow, Johann Ernst (1771–1836), deutscher evangelischer Theologe und Hochschullehrer
- Parow, Julius (1901–1985), deutscher Mediziner

### Paroz
- Paroz, Jean-François (* 1960), Schweizer Diplomat